# Привільнянська сільська рада
Привільнянська сільська рада — орган місцевого самоврядування у Солонянському районі Дніпропетровської області з адміністративним центром у с. Привільне.

## Історія
Дніпропетровська обласна рада рішенням від 22 червня 2018 року у Солонянському районі перейменувала Привільненську сільську раду на Привільнянську.

## Населені пункти
Сільській раді підпорядковані населені пункти:
- с. Привільне
- с. Малинівка
- с. Микільське
- с. Новотернуватка
- с. Петрівське
- с. Трудолюбівка
- с. Маяк
- с. Гайдамацьке

## Склад ради
Рада складається з 16 депутатів та голови.

## Керівний склад сільської ради
| ПІБ                          | Основні відомості                                                         | Дата обрання | Дата звільнення |
| ---------------------------- | ------------------------------------------------------------------------- | ------------ | --------------- |
| Курносов Сергій Анатолійович | Сільський голова, 1967 року народження, освіта, член Партії регіонів      | 26.03.2006   | 31.10.2010      |
| Курносов Сергій Анатолійович | Сільський голова, 1967 року народження, освіта вища, член Партії регіонів | 31.10.2010   |                 |

Примітка: таблиця складена за даними джерела